# Primera División de Bolivia 1997
La LFPB 1997 fue la 21º Temporada de la Primera División de Bolivia, también llamada ≪ Enrique Bujold ≫ como homenaje póstumo al sacerdote que fue gran promotor del deporte. Consistió en 2 torneos: Apertura bajo el formato de fase de grupos, semifinales y final, mientras que el Clausura con fase de grupos y hexagonal (liguilla e instancia final). Los ganadores de cada torneo disputaron una final para definir el título de Campeón Nacional.

## Equipos y Estadios[1]
| Posición | Equipo ascendido de la Copa Simón Bolívar 1996 |
| -------- | ---------------------------------------------- |
| 1º       | Blooming                                       |

| Posición | Equipo descendido en el Torneo 1996 |
| -------- | ----------------------------------- |
| 12º      | Stormers                            |

El número de equipos para la temporada 1997 sigue siendo 12, el mismo que la temporada anterior.
Stormers terminó último en la Tabla del Descenso y fue relegado a la Segunda División luego de permanecer por 2 temporadas en Primera División. Fue reemplazado por el campeón de la Copa Simón Bolívar 1996, Blooming, que retorna a la LFPB tras estar ausente la temporada anterior.
Como novedad cabe destacar que el equipo de Real Santa Cruz estrenó su estadio llamado Juan Carlos Durán, el cual se encuentra ubicado dentro de su sede y donde empezó a disputar todos sus partidos en condición de local.

### Datos de los equipos
| Equipo                  | Fundación                | Ciudad     | Estadio                 | Capacidad |
| ----------------------- | ------------------------ | ---------- | ----------------------- | --------- |
| Blooming                | 1 de mayo de 1946        | Santa Cruz | Ramón Tahuichi Aguilera | 35.000    |
| Bolívar                 | 12 de abril de 1925      | La Paz     | Hernando Siles          | 42.000    |
| Chaco Petrolero         | 15 de abril de 1944      | La Paz     | Hernando Siles          | 42.000    |
| Deportivo Municipal     | 20 de octubre de 1944    | La Paz     | Luis Lastra             | 11.000    |
| Destroyers              | 14 de septiembre de 1948 | Santa Cruz | Ramón Tahuichi Aguilera | 35.000    |
| Guabirá                 | 13 de abril de 1962      | Montero    | Gilberto Parada         | 13.000    |
| Independiente Petrolero | 4 de abril de 1932       | Sucre      | Olímpico Patria         | 30.000    |
| Oriente Petrolero       | 5 de noviembre de 1955   | Santa Cruz | Ramón Tahuichi Aguilera | 35.000    |
| Real Santa Cruz         | 3 de mayo de 1960        | Santa Cruz | Juan Carlos Durán       | 11.000    |
| San José                | 19 de marzo de 1942      | Oruro      | Jesús Bermúdez          | 30.000    |
| The Strongest           | 8 de abril de 1908       | La Paz     | Hernando Siles          | 42.000    |
| Wilstermann             | 24 de noviembre de 1949  | Cochabamba | Félix Capriles          | 32.000    |

## Torneo Apertura

### Fase de grupos

#### Grupo A
| Pos | Equipo                  | Pts | PJ | G | E | P | GF | GC | Dif |
| --- | ----------------------- | --- | -- | - | - | - | -- | -- | --- |
| 1º  | The Strongest           | 19  | 10 | 5 | 4 | 1 | 18 | 6  | 12  |
| 2º  | Bolívar                 | 15  | 10 | 4 | 3 | 3 | 15 | 9  | 6   |
| 3º  | San José                | 15  | 10 | 4 | 3 | 3 | 16 | 15 | 1   |
| 4º  | Independiente Petrolero | 13  | 10 | 4 | 1 | 5 | 15 | 16 | -1  |
| 5º  | Chaco Petrolero         | 13  | 10 | 4 | 1 | 5 | 12 | 21 | -9  |
| 6º  | Deportivo Municipal     | 7   | 10 | 1 | 4 | 5 | 10 | 19 | -9  |

Pts = Puntos; PJ = Partidos Jugados; G = Partidos Ganados; E = Partidos Empatados; P = Partidos Perdidos; GF = Goles Anotados; GC = Goles Recibidos; Dif = Diferencia de gol

#### Fixture
| Fecha 1 | Fecha 1   | Fecha 1   | Fecha 1 | Fecha 1 | Fecha 1 | Fecha 1 | Fecha 1 | Fecha 1 | Fecha 1 | Fecha 1 | Fecha 1 |
| Local   | Resultado | Visitante | Estadio | Fecha   | Hora    |         |         |         |         |         |         |
| ------- | --------- | --------- | ------- | ------- | ------- | ------- | ------- | ------- | ------- | ------- | ------- |

| Fecha 2 | Fecha 2   | Fecha 2   | Fecha 2 | Fecha 2 | Fecha 2 | Fecha 2 | Fecha 2 | Fecha 2 | Fecha 2 | Fecha 2 | Fecha 2 |
| Local   | Resultado | Visitante | Estadio | Fecha   | Hora    |         |         |         |         |         |         |
| ------- | --------- | --------- | ------- | ------- | ------- | ------- | ------- | ------- | ------- | ------- | ------- |

| Fecha 3 | Fecha 3   | Fecha 3   | Fecha 3 | Fecha 3 | Fecha 3 | Fecha 3 | Fecha 3 | Fecha 3 | Fecha 3 | Fecha 3 | Fecha 3 |
| Local   | Resultado | Visitante | Estadio | Fecha   | Hora    |         |         |         |         |         |         |
| ------- | --------- | --------- | ------- | ------- | ------- | ------- | ------- | ------- | ------- | ------- | ------- |

| Fecha 4 | Fecha 4   | Fecha 4   | Fecha 4 | Fecha 4 | Fecha 4 | Fecha 4 | Fecha 4 | Fecha 4 | Fecha 4 | Fecha 4 | Fecha 4 |
| Local   | Resultado | Visitante | Estadio | Fecha   | Hora    |         |         |         |         |         |         |
| ------- | --------- | --------- | ------- | ------- | ------- | ------- | ------- | ------- | ------- | ------- | ------- |

| Fecha 5 | Fecha 5   | Fecha 5   | Fecha 5 | Fecha 5 | Fecha 5 | Fecha 5 | Fecha 5 | Fecha 5 | Fecha 5 | Fecha 5 | Fecha 5 |
| Local   | Resultado | Visitante | Estadio | Fecha   | Hora    |         |         |         |         |         |         |
| ------- | --------- | --------- | ------- | ------- | ------- | ------- | ------- | ------- | ------- | ------- | ------- |

| Fecha 6 | Fecha 6   | Fecha 6   | Fecha 6 | Fecha 6 | Fecha 6 | Fecha 6 | Fecha 6 | Fecha 6 | Fecha 6 | Fecha 6 | Fecha 6 |
| Local   | Resultado | Visitante | Estadio | Fecha   | Hora    |         |         |         |         |         |         |
| ------- | --------- | --------- | ------- | ------- | ------- | ------- | ------- | ------- | ------- | ------- | ------- |

| Fecha 7 | Fecha 7   | Fecha 7   | Fecha 7 | Fecha 7 | Fecha 7 | Fecha 7 | Fecha 7 | Fecha 7 | Fecha 7 | Fecha 7 | Fecha 7 |
| Local   | Resultado | Visitante | Estadio | Fecha   | Hora    |         |         |         |         |         |         |
| ------- | --------- | --------- | ------- | ------- | ------- | ------- | ------- | ------- | ------- | ------- | ------- |

| Fecha 8 | Fecha 8   | Fecha 8   | Fecha 8 | Fecha 8 | Fecha 8 | Fecha 8 | Fecha 8 | Fecha 8 | Fecha 8 | Fecha 8 | Fecha 8 |
| Local   | Resultado | Visitante | Estadio | Fecha   | Hora    |         |         |         |         |         |         |
| ------- | --------- | --------- | ------- | ------- | ------- | ------- | ------- | ------- | ------- | ------- | ------- |

| Fecha 9 | Fecha 9   | Fecha 9   | Fecha 9 | Fecha 9 | Fecha 9 | Fecha 9 | Fecha 9 | Fecha 9 | Fecha 9 | Fecha 9 | Fecha 9 |
| Local   | Resultado | Visitante | Estadio | Fecha   | Hora    |         |         |         |         |         |         |
| ------- | --------- | --------- | ------- | ------- | ------- | ------- | ------- | ------- | ------- | ------- | ------- |

| Fecha 10 | Fecha 10  | Fecha 10  | Fecha 10 | Fecha 10 | Fecha 10 | Fecha 10 | Fecha 10 | Fecha 10 | Fecha 10 | Fecha 10 | Fecha 10 |
| Local    | Resultado | Visitante | Estadio  | Fecha    | Hora     |          |          |          |          |          |          |
| -------- | --------- | --------- | -------- | -------- | -------- | -------- | -------- | -------- | -------- | -------- | -------- |

#### Grupo B
| Pos | Equipo            | Pts | PJ | G | E | P | GF | GC | Dif |
| --- | ----------------- | --- | -- | - | - | - | -- | -- | --- |
| 1º  | Blooming          | 20  | 10 | 6 | 2 | 2 | 25 | 12 | 13  |
| 2º  | Guabirá           | 19  | 10 | 6 | 1 | 3 | 18 | 13 | 5   |
| 3º  | Wilstermann       | 15  | 10 | 5 | 0 | 5 | 14 | 14 | 0   |
| 4º  | Real Santa Cruz   | 11  | 10 | 3 | 2 | 5 | 14 | 20 | -6  |
| 5º  | Destroyers        | 11  | 10 | 3 | 2 | 5 | 13 | 20 | -7  |
| 6º  | Oriente Petrolero | 9   | 10 | 2 | 3 | 5 | 11 | 16 | -5  |

Pts = Puntos; PJ = Partidos Jugados; G = Partidos Ganados; E = Partidos Empatados; P = Partidos Perdidos; GF = Goles Anotados; GC = Goles Recibidos; Dif = Diferencia de gol

#### Fixture
| Real Santa Cruz | 0 - 0 | Oriente Petrolero | Juan Carlos Durán       | 15 de febrero | 18:00 |
| Wilstermann     | 2 - 0 | Blooming          | Félix Capriles          | 16 de febrero | 16:00 |
| Destroyers      | 1 - 4 | Guabirá           | Ramón Tahuichi Aguilera | 16 de febrero | 18:00 |

| Real Santa Cruz | 2 - 3 | Destroyers        | Juan Carlos Durán | 22 de febrero | 18:00 |
| Wilstermann     | 1 - 0 | Oriente Petrolero | Félix Capriles    | 23 de febrero | 16:00 |
| Guabirá         | 1 - 1 | Blooming          | Gilberto Parada   | 23 de febrero | 18:00 |

| Destroyers  | 0 - 0 | Oriente Petrolero | Ramón Tahuichi Aguilera | 1 de marzo | 18:00 |
| Wilstermann | 2 - 0 | Guabirá           | Félix Capriles          | 2 de marzo | 16:00 |
| Blooming    | 4 - 1 | Real Santa Cruz   | Ramón Tahuichi Aguilera | 2 de marzo | 18:00 |

| Oriente Petrolero | 1 - 2 | Blooming    | Ramón Tahuichi Aguilera | 8 de marzo | 18:00 |
| Destroyers        | 2 - 3 | Wilstermann | Ramón Tahuichi Aguilera | 9 de marzo | 18:00 |
| Real Santa Cruz   | 1 - 0 | Guabirá     | Juan Carlos Durán       | 9 de marzo | 18:00 |

| Wilstermann | 2 - 1 | Real Santa Cruz   | Félix Capriles          | 16 de marzo | 16:00 |
| Blooming    | 4 - 0 | Destroyers        | Ramón Tahuichi Aguilera | 16 de marzo | 18:00 |
| Guabirá     | 3 - 1 | Oriente Petrolero | Gilberto Parada         | 16 de abril | 18:00 |

| Blooming          | 2 - 1 | Wilstermann     | Ramón Tahuichi Aguilera | 5 de abril | 20:00 |
| Guabirá           | 2 - 0 | Destroyers      | Gilberto Parada         | 6 de abril | 18:00 |
| Oriente Petrolero | 2 - 4 | Real Santa Cruz | Ramón Tahuichi Aguilera | 9 de abril | 20:00 |

| Destroyers        | 1 - 1 | Real Santa Cruz | Ramón Tahuichi Aguilera | 12 de abril | 18:00 |
| Oriente Petrolero | 2 - 0 | Wilstermann     | Ramón Tahuichi Aguilera | 12 de abril | 20:00 |
| Blooming          | 5 - 0 | Guabirá         | Ramón Tahuichi Aguilera | 13 de abril | 20:00 |

| Oriente Petrolero | 2 - 1 | Destroyers  | Ramón Tahuichi Aguilera | 19 de abril | 18:00 |
| Guabirá           | 2 - 1 | Wilstermann | Gilberto Parada         | 20 de abril | 18:00 |
| Real Santa Cruz   | 1 - 3 | Blooming    | Juan Carlos Durán       | 23 de abril | 18:00 |

| Guabirá     | 3 - 0 | Real Santa Cruz   | Gilberto Parada         | 26 de abril | 18:00 |
| Wilstermann | 0 - 2 | Destroyers        | Félix Capriles          | 27 de abril | 16:00 |
| Blooming    | 2 - 2 | Oriente Petrolero | Ramón Tahuichi Aguilera | 27 de abril | 18:00 |

| Oriente Petrolero | 1 - 3 | Guabirá     | Ramón Tahuichi Aguilera | 1 de mayo | 20:00 |
| Real Santa Cruz   | 3 - 2 | Wilstermann | Ramón Tahuichi Aguilera | 3 de mayo | 18:00 |
| Destroyers        | 3 - 2 | Blooming    | Ramón Tahuichi Aguilera | 4 de mayo | 18:00 |

### Fase Final
|  | Semifinales         | Semifinales         | Semifinales         |   |         | Final                | Final                | Final                | Final                |  |
|  | Del 8 al 13 de mayo | Del 8 al 13 de mayo | Del 8 al 13 de mayo |   |         | Del 16 al 18 de mayo | Del 16 al 18 de mayo | Del 16 al 18 de mayo | Del 16 al 18 de mayo |  |
|  |                     |                     |                     |   |         |                      |                      |                      |                      |  |
|  |                     |                     |                     |   |         |                      |                      |                      |                      |  |
|  | The Strongest       | 0                   | 2 (4)               |   |         |                      |                      |                      |                      |  |
|  | The Strongest       | 0                   | 2 (4)               |   |         |                      |                      |                      |                      |  |
|  | Guabirá             | 1                   | 0 (3)               |   |         |                      |                      |                      |                      |  |
|  | Guabirá             | 1                   | 0 (3)               |   | Bolívar | 1                    | 2                    |                      |                      |  |
|  |                     |                     |                     |   | Bolívar | 1                    | 2                    |                      |                      |  |
|  |                     |                     | The Strongest       | 0 | 0       |                      |                      |                      |                      |  |
|  | Bolívar             | 2                   | The Strongest       | 0 | 0       | 3                    |                      |                      |                      |  |
|  | Bolívar             | 2                   |                     |   |         | 3                    |                      |                      |                      |  |
|  | Blooming            | 0                   | 3                   |   |         |                      |                      |                      |                      |  |
|  | Blooming            | 0                   | 3                   |   |         |                      |                      |                      |                      |  |
|  |                     |                     |                     |   |         |                      |                      |                      |                      |  |

En cada llave, el equipo ubicado en la primera línea es el que ejerce la localía en el partido de ida.

## Torneo Clausura

### Fase de grupos

#### Grupo A
| Pos | Equipo            | Pts | PJ | G | E | P | GF | GC | Dif |
| --- | ----------------- | --- | -- | - | - | - | -- | -- | --- |
| 1º  | Bolívar           | 24  | 12 | 7 | 3 | 2 | 30 | 15 | 15  |
| 2º  | Destroyers Nota   | 21  | 12 | 6 | 3 | 3 | 19 | 20 | -1  |
| 3º  | Chaco Petrolero   | 17  | 12 | 5 | 2 | 5 | 16 | 14 | 2   |
| 4º  | Oriente Petrolero | 15  | 12 | 4 | 3 | 5 | 17 | 17 | 0   |
| 5º  | San José          | 13  | 12 | 4 | 1 | 7 | 19 | 23 | -4  |
| 6º  | Real Santa Cruz   | 10  | 12 | 2 | 4 | 6 | 6  | 18 | -12 |

Pts = Puntos; PJ = Partidos Jugados; G = Partidos Ganados; E = Partidos Empatados; P = Partidos Perdidos; GF = Goles Anotados; GC = Goles Recibidos; Dif = Diferencia de gol
|  | Clasificados al Hexagonal Final. |

Nota: Destroyers quedó fuera del hexagonal final por tener que disputar la serie ascenso-descenso indirecto.

#### Fixture
| Chaco Petrolero   | 1 - 0 | San José        | Hernando Siles          | 26 de julio | 16:00 |
| Oriente Petrolero | 0 - 2 | Destroyers      | Ramón Tahuichi Aguilera | 26 de julio | 18:00 |
| Bolívar           | 3 - 0 | Real Santa Cruz | Hernando Siles          | 27 de julio | 16:00 |

| San José        | 1 - 0 | Oriente Petrolero | Jesús Bermúdez          | 3 de agosto | 15:00 |
| Chaco Petrolero | 1 - 2 | Bolívar           | Hernando Siles          | 3 de agosto | 16:00 |
| Destroyers      | 3 - 4 | Real Santa Cruz   | Ramón Tahuichi Aguilera | 3 de agosto | 18:00 |

| Oriente Petrolero | 0 - 1 | Chaco Petrolero | Ramón Tahuichi Aguilera | 9 de agosto  | 18:00 |
| Bolívar           | 4 - 0 | Destroyers      | Hernando Siles          | 10 de agosto | 16:00 |
| Real Santa Cruz   | 1 - 0 | San José        | Juan Carlos Durán       | 10 de agosto | 18:00 |

| Wilstermann             | 3 - 2 | San José          | Félix Capriles          | 23 de agosto | 16:00 |
| Guabirá                 | 0 - 0 | Real Santa Cruz   | Gilberto Parada         | 23 de agosto | 16:00 |
| Independiente Petrolero | 3 - 0 | Destroyers        | Olímpico Patria         | 24 de agosto | 15:00 |
| Deportivo Municipal     | 0 - 2 | Chaco Petrolero   | Hernando Siles          | 24 de agosto | 16:00 |
| The Strongest           | 1 - 3 | Bolívar           | Hernando Siles          | 24 de agosto | 18:00 |
| Blooming                | 0 - 0 | Oriente Petrolero | Ramón Tahuichi Aguilera | 24 de agosto | 18:00 |

| Chaco Petrolero   | 2 - 0 | Real Santa Cruz | Hernando Siles          | 30 de agosto | 16:00 |
| San José          | 1 - 1 | Destroyers      | Jesús Bermúdez          | 31 de agosto | 16:00 |
| Oriente Petrolero | 1 - 1 | Bolívar         | Ramón Tahuichi Aguilera | 31 de agosto | 18:00 |

| Real Santa Cruz | 0 - 3 | Oriente Petrolero | Juan Carlos Durán       | 13 de septiembre | 18:00 |
| Bolívar         | 4 - 0 | San José          | Hernando Siles          | 14 de septiembre | 16:00 |
| Destroyers      | 1 - 0 | Chaco Petrolero   | Ramón Tahuichi Aguilera | 15 de septiembre | 20:00 |

| San José        | 3 - 2 | Chaco Petrolero   | Jesús Bermúdez          | 21 de septiembre | 15:00 |
| Real Santa Cruz | 0 - 1 | Bolívar           | Juan Carlos Durán       | 21 de septiembre | 18:00 |
| Destroyers      | 1 - 1 | Oriente Petrolero | Ramón Tahuichi Aguilera | 22 de septiembre | 20:00 |

| Bolívar           | 2 - 2 | Chaco Petrolero | Hernando Siles          | 27 de septiembre | 16:00 |
| Real Santa Cruz   | 1 - 1 | Destroyers      | Juan Carlos Durán       | 27 de septiembre | 18:00 |
| Oriente Petrolero | 3 - 2 | San José        | Ramón Tahuichi Aguilera | 28 de septiembre | 18:00 |

| San José        | 3 - 0 | Real Santa Cruz   | Jesús Bermúdez          | 4 de octubre | 16:00 |
| Chaco Petrolero | 3 - 2 | Oriente Petrolero | Hernando Siles          | 5 de octubre | 14:00 |
| Destroyers      | 4 - 3 | Bolívar           | Ramón Tahuichi Aguilera | 6 de octubre | 20:00 |

| Destroyers        | 1 - 0 | Independiente Petrolero | Ramón Tahuichi Aguilera | 15 de octubre | 20:00 |
| Chaco Petrolero   | 0 - 1 | Deportivo Municipal     | Hernando Siles          | 18 de octubre | 16:00 |
| Real Santa Cruz   | 0 - 0 | Guabirá                 | Juan Carlos Durán       | 18 de octubre | 18:00 |
| San José          | 3 - 4 | Wilstermann             | Jesús Bermúdez          | 19 de octubre | 16:00 |
| Oriente Petrolero | 3 - 2 | Blooming                | Ramón Tahuichi Aguilera | 19 de octubre | 18:00 |
| Bolívar           | 1 - 1 | The Strongest           | Hernando Siles          | 22 de octubre | 20:00 |

| Bolívar         | 4 - 2 | Oriente Petrolero | Hernando Siles          | 25 de octubre | 16:00 |
| Real Santa Cruz | 0 - 0 | Chaco Petrolero   | Juan Carlos Durán       | 25 de octubre | 18:00 |
| Destroyers      | 2 - 1 | San José          | Ramón Tahuichi Aguilera | 26 de octubre | 18:00 |

| San José          | 3 - 2 | Bolívar         | Jesús Bermúdez          | 2 de noviembre | 15:00 |
| Chaco Petrolero   | 2 - 3 | Destroyers      | Hernando Siles          | 2 de noviembre | 16:00 |
| Oriente Petrolero | 2 - 0 | Real Santa Cruz | Ramón Tahuichi Aguilera | 2 de noviembre | 18:00 |

#### Grupo B
| Pos | Equipo                  | Pts | PJ | G | E | P | GF | GC | Dif |
| --- | ----------------------- | --- | -- | - | - | - | -- | -- | --- |
| 1º  | The Strongest           | 20  | 12 | 5 | 5 | 2 | 23 | 13 | 10  |
| 2º  | Blooming                | 19  | 12 | 5 | 4 | 3 | 17 | 18 | -1  |
| 3º  | Wilstermann             | 17  | 12 | 4 | 5 | 3 | 16 | 16 | 0   |
| 4º  | Independiente Petrolero | 15  | 12 | 4 | 3 | 5 | 18 | 17 | 1   |
| 5º  | Guabirá                 | 14  | 12 | 3 | 5 | 4 | 15 | 19 | -4  |
| 6º  | Deportivo Municipal     | 11  | 12 | 3 | 2 | 7 | 14 | 21 | -7  |

Pts = Puntos; PJ = Partidos Jugados; G = Partidos Ganados; E = Partidos Empatados; P = Partidos Perdidos; GF = Goles Anotados; GC = Goles Recibidos; Dif = Diferencia de gol
|  | Clasificados al Hexagonal Final. |

#### Fixture
| Independiente Petrolero | 2 - 4 | Blooming            | Olímpico Patria | 27 de julio | 15:00 |
| Wilstermann             | 2 - 0 | Deportivo Municipal | Félix Capriles  | 27 de julio | 16:00 |
| Guabirá                 | 2 - 3 | The Strongest       | Gilberto Parada | 27 de julio | 16:00 |

| Blooming      | 1 - 0 | Deportivo Municipal     | Ramón Tahuichi Aguilera | 1 de agosto | 18:00 |
| The Strongest | 3 - 1 | Independiente Petrolero | Hernando Siles          | 2 de agosto | 16:00 |
| Guabirá       | 0 - 1 | Wilstermann             | Gilberto Parada         | 2 de agosto | 18:00 |

| Independiente Petrolero | 2 - 3 | Guabirá             | Olímpico Patria | 10 de agosto    | 15:00 |
| Wilstermann             | 1 - 2 | Blooming            | Félix Capriles  | 10 de agosto    | 16:00 |
| The Strongest           | 3 - 1 | Deportivo Municipal | Hernando Siles  | 3 de septiembre | 20:00 |

| Wilstermann             | 3 - 2 | San José          | Félix Capriles          | 23 de agosto | 16:00 |
| Guabirá                 | 0 - 0 | Real Santa Cruz   | Gilberto Parada         | 23 de agosto | 16:00 |
| Independiente Petrolero | 3 - 0 | Destroyers        | Olímpico Patria         | 24 de agosto | 15:00 |
| Deportivo Municipal     | 0 - 2 | Chaco Petrolero   | Hernando Siles          | 24 de agosto | 16:00 |
| The Strongest           | 1 - 3 | Bolívar           | Hernando Siles          | 24 de agosto | 18:00 |
| Blooming                | 0 - 0 | Oriente Petrolero | Ramón Tahuichi Aguilera | 24 de agosto | 18:00 |

| Guabirá                 | 3 - 0 | Deportivo Municipal | Gilberto Parada | 30 de agosto | 16:00 |
| Independiente Petrolero | 3 - 1 | Wilstermann         | Olímpico Patria | 31 de agosto | 15:00 |
| The Strongest           | 5 - 0 | Blooming            | Hernando Siles  | 31 de agosto | 16:00 |

| Deportivo Municipal | 0 - 0 | Independiente Petrolero | Hernando Siles          | 13 de septiembre | 16:00 |
| Blooming            | 3 - 2 | Guabirá                 | Ramón Tahuichi Aguilera | 14 de septiembre | 18:00 |
| Wilstermann         | 0 - 0 | The Strongest           | Félix Capriles          | 15 de septiembre | 20:00 |

| Deportivo Municipal | 2 - 2 | Wilstermann             | Hernando Siles          | 20 de septiembre | 16:00 |
| Blooming            | 2 - 0 | Independiente Petrolero | Ramón Tahuichi Aguilera | 20 de septiembre | 18:00 |
| The Strongest       | 2 - 1 | Guabirá                 | Hernando Siles          | 21 de septiembre | 16:00 |

| Independiente Petrolero | 1 - 1 | The Strongest | Olímpico Patria | 28 de septiembre | 15:00 |
| Deportivo Municipal     | 2 - 0 | Blooming      | Hernando Siles  | 28 de septiembre | 16:00 |
| Wilstermann             | 0 - 0 | Guabiirá      | Félix Capriles  | 28 de septiembre | 16:00 |

| Blooming            | 1 - 1 | Wilstermann             | Ramón Tahuichi Aguilera | 1 de octubre | 20:00 |
| Guabirá             | 1 - 1 | Independiente Petrolero | Gilberto Parada         | 4 de octubre | 18:00 |
| Deportivo Municipal | 1 - 2 | The Strongest           | Hernando Siles          | 5 de octubre | 16:00 |

| Destroyers        | 1 - 0 | Independiente Petrolero | Ramón Tahuichi Aguilera | 15 de octubre | 20:00 |
| Chaco Petrolero   | 0 - 1 | Deportivo Municipal     | Hernando Siles          | 18 de octubre | 16:00 |
| Real Santa Cruz   | 0 - 0 | Guabirá                 | Juan Carlos Durán       | 18 de octubre | 18:00 |
| San José          | 3 - 4 | Wilstermann             | Jesús Bermúdez          | 19 de octubre | 16:00 |
| Oriente Petrolero | 3 - 2 | Blooming                | Ramón Tahuichi Aguilera | 19 de octubre | 18:00 |
| Bolívar           | 1 - 1 | The Strongest           | Hernando Siles          | 22 de octubre | 20:00 |

| Deportivo Municipal | 6 - 2 | Guabirá                 | Hernando Siles          | 26 de octubre | 16:00 |
| Wilstermann         | 0 - 1 | Independiente Petrolero | Félix Capriles          | 26 de octubre | 16:00 |
| Blooming            | 1 - 1 | The Strongest           | Ramón Tahuichi Aguilera | 29 de octubre | 20:00 |

| The Strongest           | 1 - 1 | Wilstermann         | Hernando Siles  | 1 de noviembre | 16:00 |
| Guabirá                 | 1 - 1 | Blooming            | Gilberto Parada | 1 de noviembre | 18:00 |
| Independiente Petrolero | 4 - 1 | Deportivo Municipal | Olímpico Patria | 2 de noviembre | 15:00 |

### Hexagonal Final
| Pos | Equipo            | Pts | PJ | G | E | P | GF | GC | Dif |
| --- | ----------------- | --- | -- | - | - | - | -- | -- | --- |
| 1º  | Bolívar           | 25  | 10 | 8 | 1 | 1 | 33 | 9  | 24  |
| 2º  | Oriente Petrolero | 18  | 10 | 6 | 0 | 4 | 20 | 14 | 6   |
| 3º  | Blooming          | 16  | 10 | 5 | 1 | 4 | 21 | 19 | 2   |
| 4º  | The Strongest     | 15  | 10 | 5 | 0 | 5 | 16 | 19 | -3  |
| 5º  | Wilstermann       | 12  | 10 | 4 | 0 | 6 | 16 | 23 | -7  |
| 6º  | Chaco Petrolero   | 3   | 10 | 1 | 0 | 9 | 10 | 32 | -22 |

Pts = Puntos; PJ = Partidos Jugados; G = Partidos Ganados; E = Partidos Empatados; P = Partidos Perdidos; GF = Goles Anotados; GC = Goles Recibidos; Dif = Diferencia de gol
|  | Ganador del Hexagonal Final.                    |
|  | Clasificado a Copa Libertadores como Bolivia 2. |

#### Fixture
| Wilstermann | 2 - 1 | Oriente Petrolero | Félix Capriles          | 9 de noviembre | 20:00 |
| Bolívar     | 3 - 0 | Chaco Petrolero   | Hernando Siles          | 9 de noviembre | 20:00 |
| Blooming    | 3 - 0 | The Strongest     | Ramón Tahuichi Aguilera | 9 de noviembre | 20:00 |

| Chaco Petrolero | 1 - 2 | Oriente Petrolero | Hernando Siles          | 18 de noviembre | 18:00 |
| The Strongest   | 3 - 2 | Wilstermann       | Hernando Siles          | 19 de noviembre | 20:00 |
| Blooming        | 0 - 3 | Bolívar           | Ramón Tahuichi Aguilera | 19 de noviembre | 20:00 |

| Wilstermann       | 2 - 0 | Chaco Petrolero | Félix Capriles          | 23 de noviembre | 16:00 |
| Bolívar           | 3 - 1 | The Strongest   | Hernando Siles          | 23 de noviembre | 16:00 |
| Oriente Petrolero | 1 - 2 | Blooming        | Ramón Tahuichi Aguilera | 23 de noviembre | 18:00 |

| Blooming      | 2 - 1 | Chaco Petrolero   | Ramón Tahuichi Aguilera | 26 de noviembre | 20:00 |
| Bolívar       | 5 - 0 | Wilstermann       | Hernando Siles          | 26 de noviembre | 20:00 |
| The Strongest | 0 - 1 | Oriente Petrolero | Hernando Siles          | 27 de noviembre | 20:00 |

| Chaco Petrolero   | 3 - 1 | The Strongest | Hernando Siles          | 30 de noviembre | 16:00 |
| Wilstermann       | 2 - 1 | Blooming      | Félix Capriles          | 30 de noviembre | 16:00 |
| Oriente Petrolero | 1 - 0 | Bolívar       | Ramón Tahuichi Aguilera | 30 de noviembre | 18:00 |

| Chaco Petrolero   | 1 - 8 | Bolívar     | Hernando Siles          | 6 de diciembre | 16:00 |
| The Strongest     | 2 - 0 | Blooming    | Hernando Siles          | 7 de diciembre | 16:00 |
| Oriente Petrolero | 3 - 0 | Wilstermann | Ramón Tahuichi Aguilera | 7 de diciembre | 18:00 |

| Wilstermann       | 2 - 3 | The Strongest   | Félix Capriles          | 10 de diciembre | 20:00 |
| Bolívar           | 3 - 3 | Blooming        | Hernando Siles          | 10 de diciembre | 20:00 |
| Oriente Petrolero | 3 - 0 | Chaco Petrolero | Ramón Tahuichi Aguilera | 10 de diciembre | 20:00 |

| Chaco Petrolero | 1 - 5 | Wilstermann       | Hernando Siles          | 13 de diciembre | 16:00 |
| The Strongest   | 1 - 2 | Bolívar           | Hernando Siles          | 14 de diciembre | 16:00 |
| Blooming        | 2 - 5 | Oriente Petrolero | Ramón Tahuichi Aguilera | 14 de diciembre | 18:00 |

| Wilstermann       | 1 - 2 | Bolívar       | Félix Capriles          | 17 de diciembre | 20:00 |
| Oriente Petrolero | 2 - 3 | The Strongest | Ramón Tahuichi Aguilera | 17 de diciembre | 20:00 |
| Chaco Petrolero   | 2 - 4 | Blooming      | Hernando Siles          | 17 de diciembre | 20:00 |

| Blooming      | 4 - 0 | Wilstermann       | Ramón Tahuichi Aguilera | 21 de diciembre | 18:00 |
| The Strongest | 2 - 1 | Chaco Petrolero   | Hernando Siles          | 21 de diciembre | 18:00 |
| Bolívar       | 4 - 1 | Oriente Petrolero | Hernando Siles          | 21 de diciembre | 20:00 |

## Campeón
Bolívar se proclamó Campeón de la Temporada tras ganar los torneos Apertura y Clausura.
|                                                             |
| Bolívar 11.o Título Liguero 17.o Título de Primera División |

## Sistema de Descenso
Para establecer el descenso directo e indirecto al final de la Temporada 1997, se aplicó el punto promedio a los torneos de las Temporadas 1995, 1996 y 1997.

| Pos. | Equipo                  | 1995 | 1996 | 1997 | Total | PJ | Prom.  |
| ---- | ----------------------- | ---- | ---- | ---- | ----- | -- | ------ |
| 1.   | Bolívar                 | 43   | 55   | 39   | 137   | 76 | 1.8026 |
| 2.   | Blooming Nota           | *    | –    | 39   | 39    | 22 | 1.7727 |
| 3.   | The Strongest           | 44   | 42   | 39   | 125   | 76 | 1.6447 |
| 4.   | San José                | 51   | 46   | 26   | 123   | 76 | 1.6184 |
| 5.   | Oriente Petrolero       | 49   | 47   | 24   | 120   | 76 | 1.5789 |
| 6.   | Guabirá                 | 53   | 22   | 33   | 108   | 76 | 1.4021 |
| 7.   | Wilstermann             | 33   | 34   | 32   | 99    | 76 | 1.3026 |
| 8.   | Chaco Petrolero         | –    | 30   | 30   | 60    | 48 | 1.2500 |
| 9.   | Real Santa Cruz         | 34   | 37   | 21   | 92    | 76 | 1.2106 |
| 10.  | Independiente Petrolero | 35   | 28   | 28   | 91    | 76 | 1.1973 |
| 11.  | Destroyers              | 33   | 26   | 32   | 91    | 76 | 1.1973 |
| 12.  | Deportivo Municipal     | –    | 34   | 18   | 52    | 48 | 1.0833 |

Nota: * Blooming al haber descendido en la Temporada 1995 no consiguió sumar en la tabla promedio, por lo que solo se tomaron en cuenta los puntos y partidos jugados en la presente temporada.
|  | Descenso Indirecto: Partidos de Promoción contra Universitario de Cochabamba (Subcampeón de la Copa Simón Bolívar 1997). |
|  | Descenso Directo: Reemplazado por Real Potosí (Campeón de la Copa Simón Bolívar 1997)                                    |

### Serie Ascenso - Descenso Indirecto
| Clubes                      | Ida (Cochabamba) | Vuelta (Santa Cruz) |
| --------------------------- | ---------------- | ------------------- |
| Universitario de Cochabamba | 0                | 1                   |
| Destroyers                  | 1                | 2                   |

|  | Destroyers: permanece en 1ª División. |